# Archesilao
Archesilao o Arcesilao (latino: Archesilaus, Arcesilaus o Harcesilaus; fl. 268) fu un politico dell'Impero romano.
Era imparentato con Tito Flavio Arcesilao, di cui era figlio o nipote. Fu console nel 268.